# Comuna Rougsø
Rougsø (Rougsø Kommune) a fost o comună din comitatul Århus Amt, Danemarca, care a existat între anii 1970-2006. Comuna avea o suprafață totală de 223,71 km² și o populație de 8.149 de locuitori (în 2004), iar din 2007 teritoriul său face parte din comuna Norddjurs.
1. ↑   https://www.retsinformation.dk/eli/lta/1970/62 Lipsește sau este vid: |title= (ajutor)
2. ↑  Danske borgmestre 1970-2018 (PDF)